# Guldbagge 1983

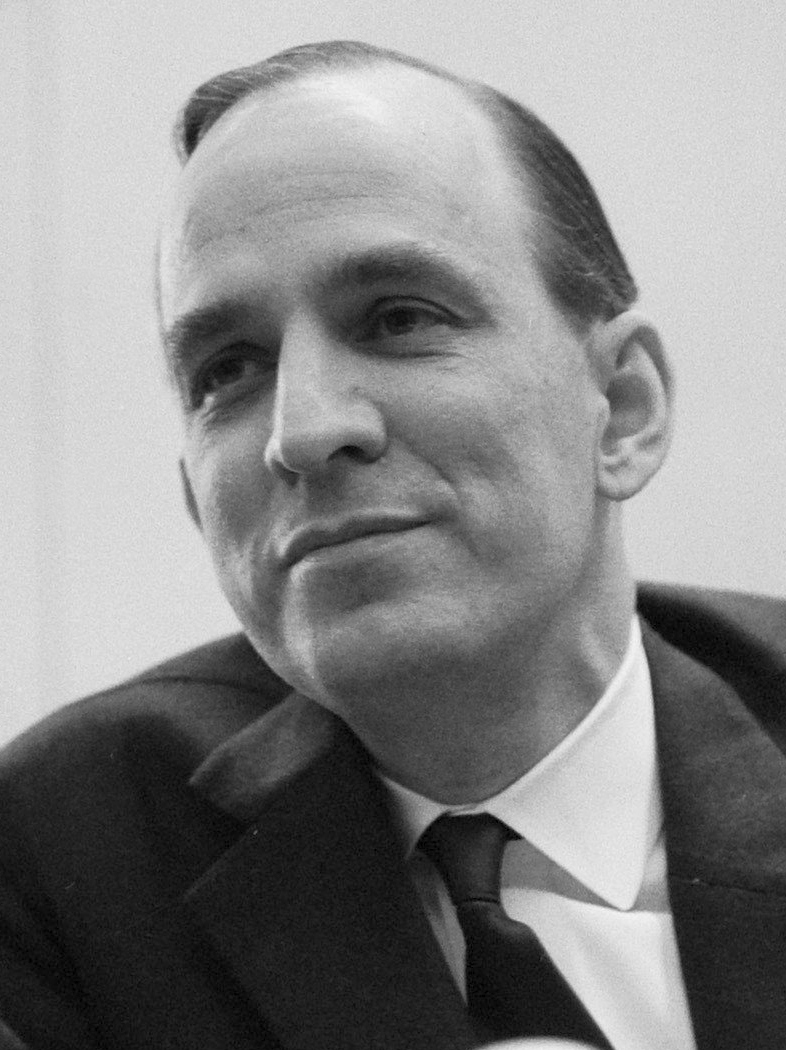
Ingmar Bergman vinse il premio come miglior film e miglior regista. Jarl Kulle si aggiudicò il premio come migliore attore per l'interpretazione della pellicola

La 19ª edizione del Premio Guldbagge, che ha premiato i film svedesi del 1982 e del 1983, si è svolta a Stoccolma il 31 ottobre 1983.

## Vincitori
Miglior film
- Fanny e Alexander (Fanny och Alexander), regia di Ingmar Bergman

Miglior regista
- Ingmar Bergman - Fanny e Alexander (Fanny och Alexander)

Miglior attrice
- Malin Ek - Mamma (ex aequo) Kim Anderzon - Andra dansen

Miglior attore
- Jarl Kulle - Fanny e Alexander (Fanny och Alexander)

Premio Speciale
- Folkets Bio

Premio Ingmar Bergman
- Gunnar Björnstrand